# 1969 en Tunisie
Chronologie de la Tunisie
- 1965
- 1966
- 1967
- 1968
- 1969
- 1970
- 1971
- 1972
- 1973

Cet article présente les faits marquants de l'année 1969 en Tunisie ou relatifs à la Tunisie.

## Événements
- Les mineurs de Métlaoui se mettent en grève[1].
- 24 janvier : le président habib Bourguiba promulgue la loi no 69-4 réglementant les réunions publiques, cortèges, défilés, manifestations et attroupements[2].
- 3 août : le président Habib Bourguiba refuse de signer le décret-loi généralisant les coopératives.
- 8 septembre : le président Habib Bourguiba met fin à l'expérience socialiste en limogeant Ahmed Ben Salah du secrétariat d'État chargé de la Planification et de l'Économie nationale.
- 25-28 septembre : d'importantes inondations font plus de 400 morts, 100 000 sans-abris[3] et occasionnent d'importants dégâts matériels ; les villages de Chebika, Tamerza et Midès, dans le sud-ouest du pays, sont ravagés et définitivement évacués par leur population.
- 2 novembre :
  - l'élection présidentielle, troisième du genre à se tenir en Tunisie, voit le candidat Habib Bourguiba, président sortant et seul candidat à ce scrutin, être élu avec 100 % des voix dans un contexte où le Parti socialiste destourien est le parti unique du pays.
  - les élections législatives, cinquièmes à se tenir en Tunisie, voient les listes présentées par le pouvoir obtenir la totalité des sièges.
- 7 novembre : Bahi Ladgham est nommé Premier ministre.

## Sports
- Championnats de Tunisie d'athlétisme 1969

### Football
- Équipe de Tunisie de football en 1969
- Championnat de Tunisie de football 1968-1969
- Championnat de Tunisie de football 1969-1970
- Coupe de Tunisie de football 1968-1969
- Coupe de Tunisie de football 1969-1970

### Handball
- Championnat de Tunisie masculin de handball 1968-1969
- Championnat de Tunisie masculin de handball 1969-1970

### Volley-ball
- Équipe de Tunisie de volley-ball en 1969
- Championnat de Tunisie masculin de volley-ball 1968-1969
- Championnat de Tunisie masculin de volley-ball 1969-1970

## Culture
- La Mort trouble, film franco-belgo-tunisien réalisé par Claude d'Anna et Férid Boughedir, sorti en 1969.
- Un corps chaud pour l'enfer (Un corpo caldo per l'inferno), poliziottesco tuniso-franco-italien réalisé par Franco Montemurro et sorti en 1969.

## Naissances en 1969
- Naissance en Tunisie en 1969

## Décès en 1969
- Décès en Tunisie en 1969